# منارة كورسوال

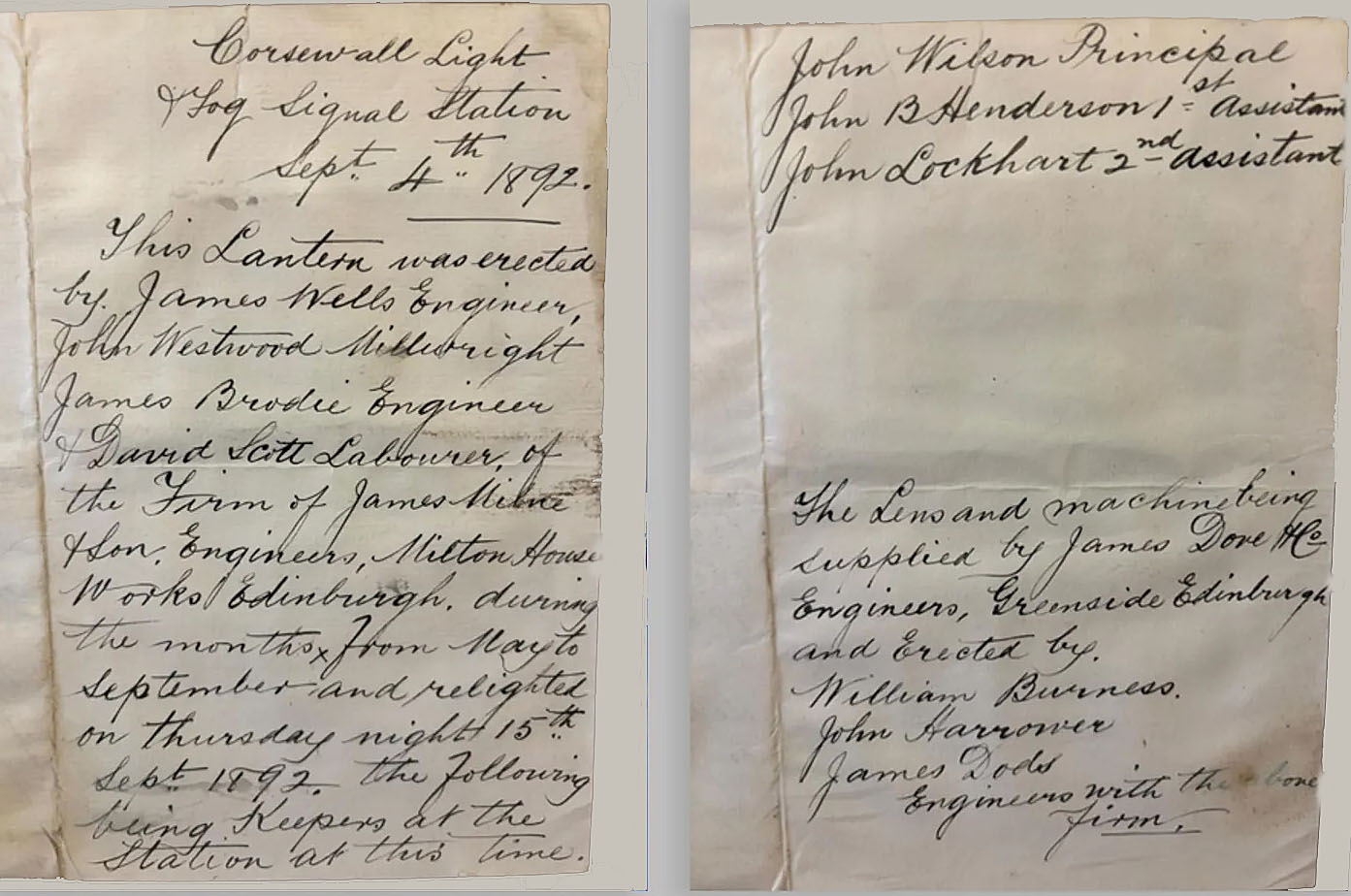
تم اكتشاف هذه التحفة الفنية التي تعود إلى عام 1892 والتي تمثل ذكرى مهندسي المنارات الاسكتلنديين في عام 2024.

منارة كورسوال هي منارة تقع في نقطة كورسوال، كيركولم بالقرب من سترانراير في منطقة دومفريز وجالواي في اسكتلندا. تم إضاءته لأول مرة عام 1817، ويطل على القناة الشمالية للبحر الأيرلندي. يتم تعريف كورسوال على أنه مكان أو بئر الصليب.

## تاريخها
عام 1814، تقدم السيد كيركمان فينلي إلى نقابة كلايد للحصول على منارة في كورسوول بوينت. قام مجلس المنارة الشمالية بالتحقيق في الموقع وفي عام 1815 قرر أنه يجب بناء منارة عند مدخل بحيرة رايان، جالواي. عندما قام المهندس ومصمم المنارة روبرت ستيفنسون برحلة تفتيشية في ديسمبر 1815، لاحظ أن برج المنارة، على ارتفاع 30 قدم (9.1 م) وكان المنزل قيد الإنشاء.
تم إشعال منارة كورسوول لأول مرة في عام 1817. في نفس العام، تم الإبلاغ عن عدم كفاءة الحارس الرئيسي بعد أن نام أثناء تأدية واجبه. لقد توقف جهاز الضوء الدوار لفترة من الزمن. تم إيقاف الحارس وتخفيض رتبته ليصبح مساعد في منارة بيل روك.
عام 1892 قام ثلاثة مهندسين بإخفاء رسالة داخل زجاجة أثناء تركيب ضوء جديد في المنارة. تم اكتشاف الزجاجة والرسالة عام 2024 أثناء خضوع المنارة للتجديد.
في نوفمبر 1970 ورد أن طائرة كونكورد حلقت فوق المنارة في رحلة تجريبية وتسببت في تحطيم زجاج المنارة. ولم تؤثر عليها الرحلات اللاحقة.
عام 1994 تم أتمتة الإضاءة ومراقبتها من قبل مجلس المنارة الشمالية في إدنبرة. تم تحويل سكن حراس المنارة إلى فندق منارة كورسوول.

## معرض الصور

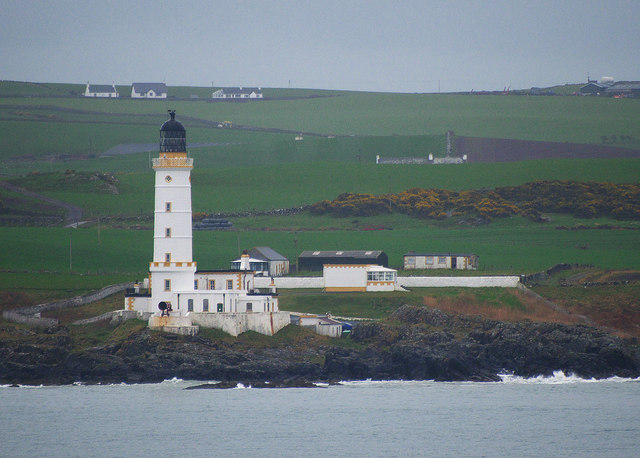
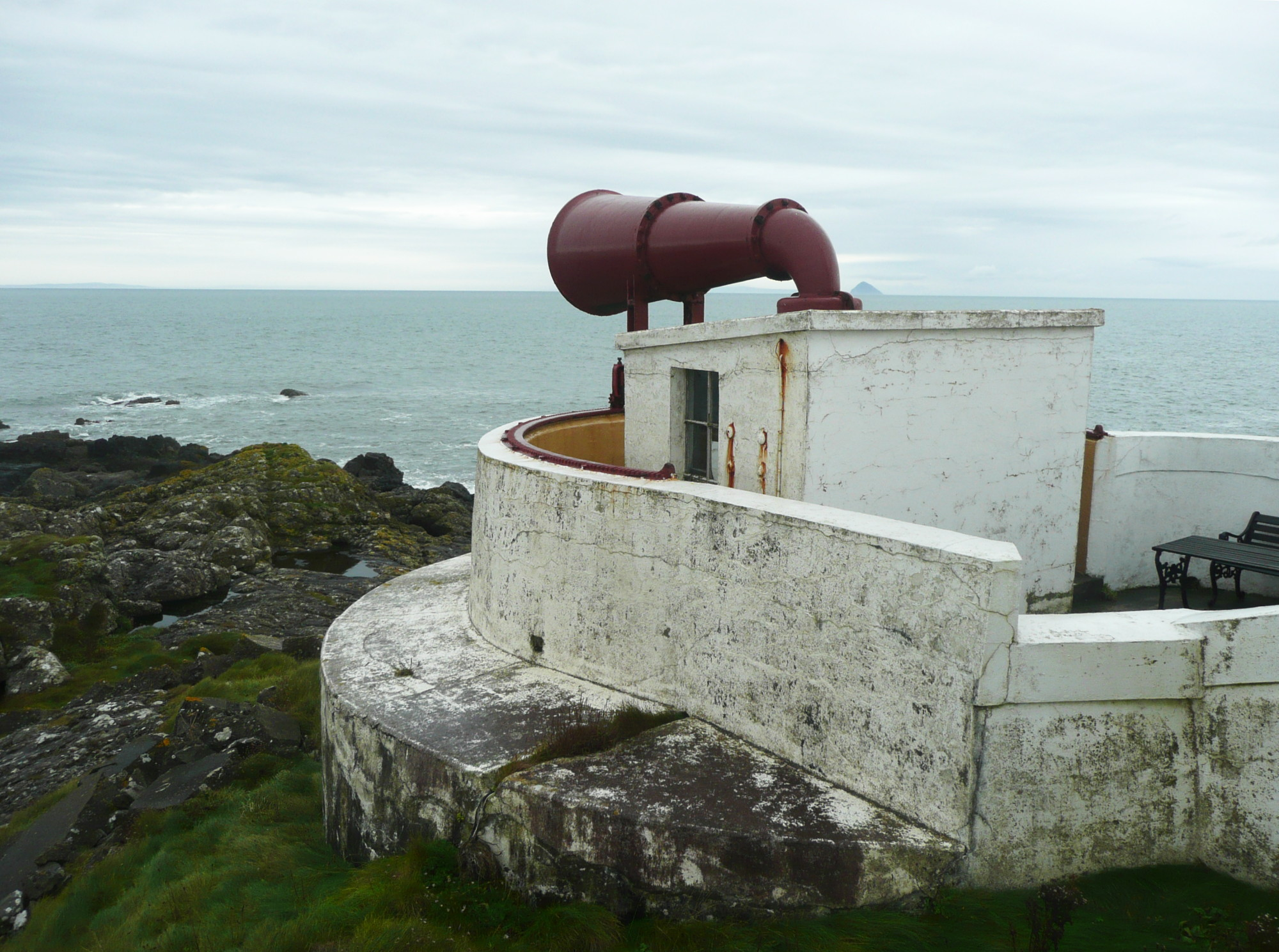
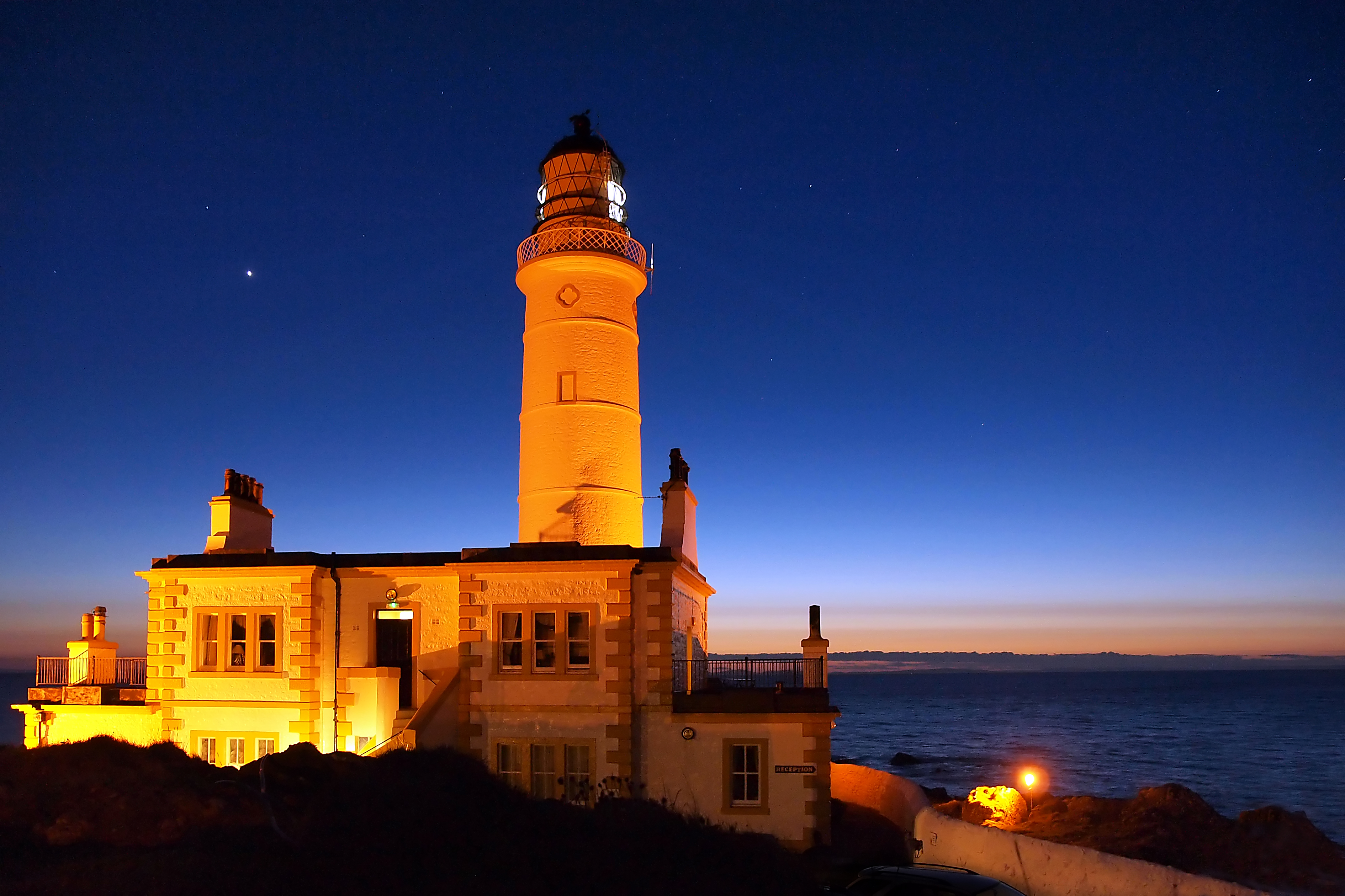
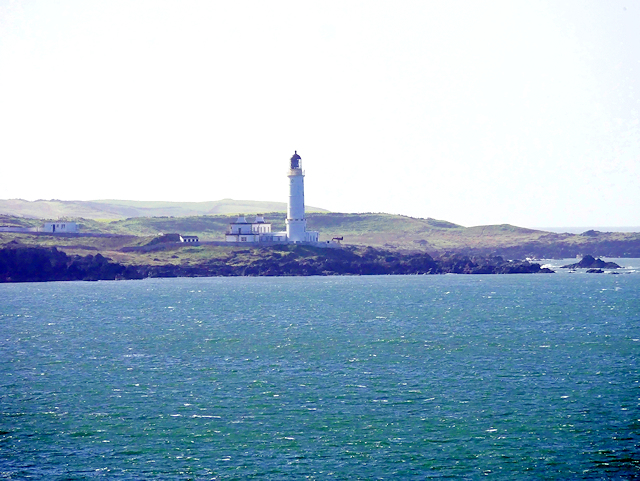
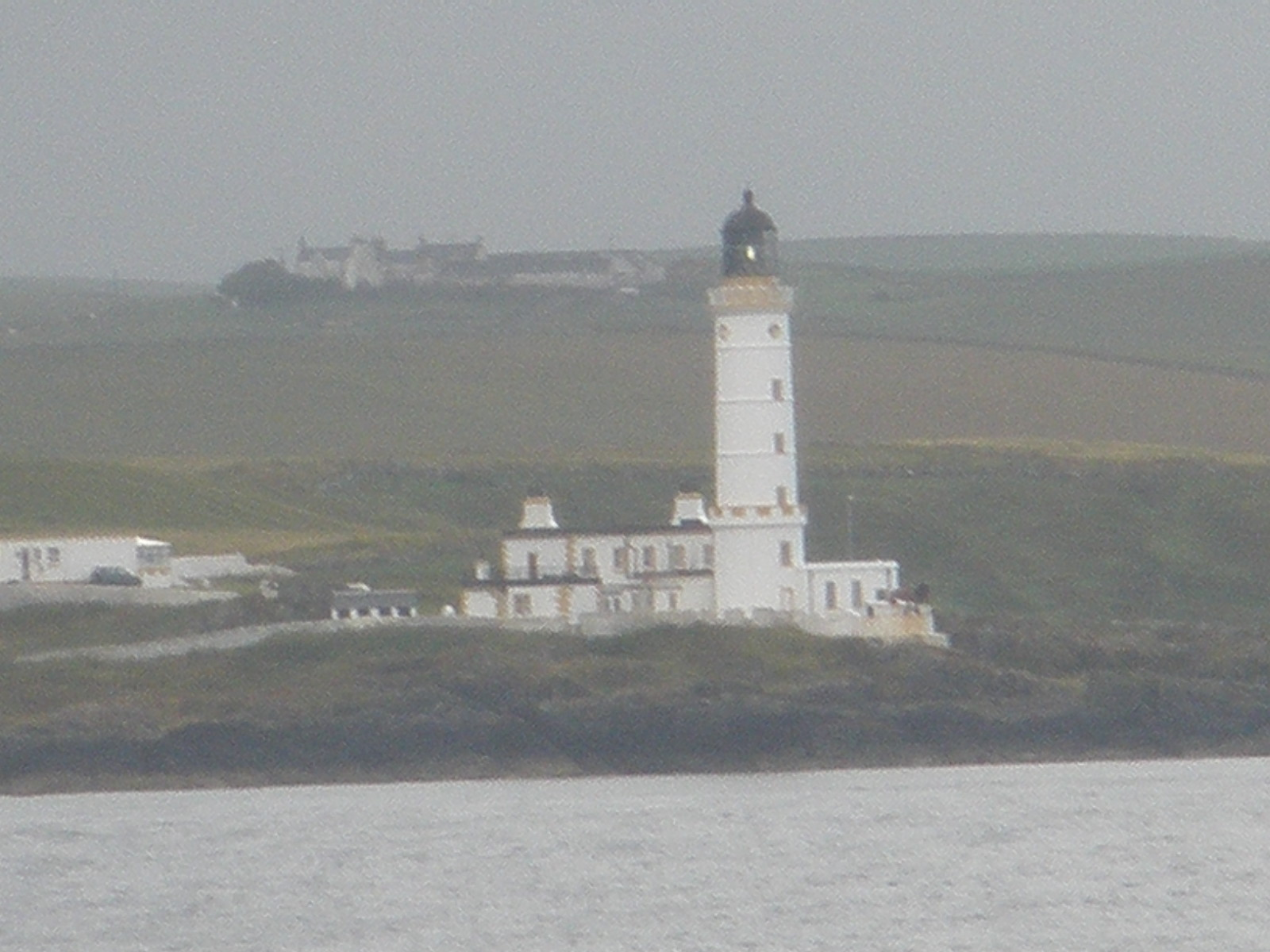
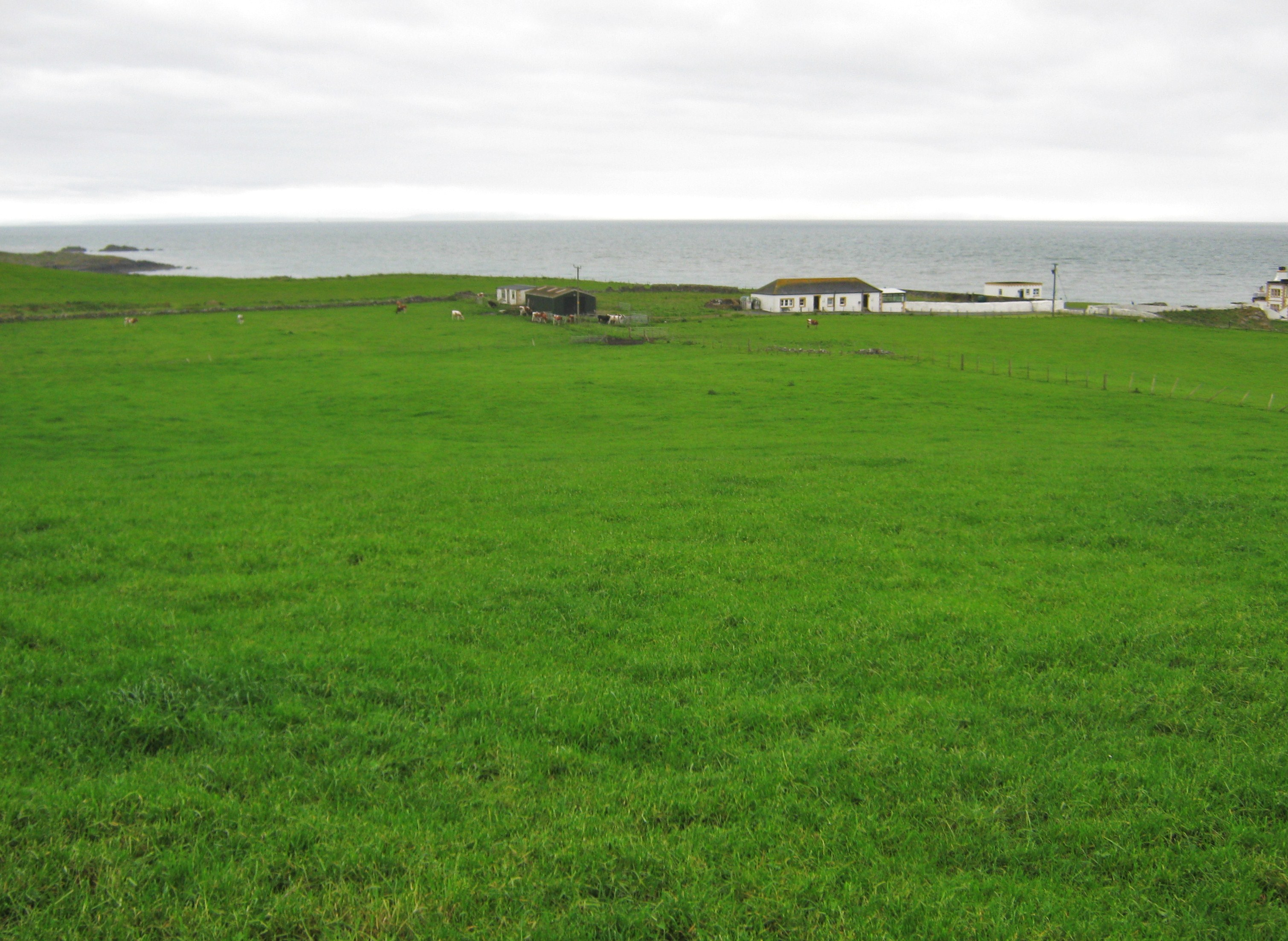
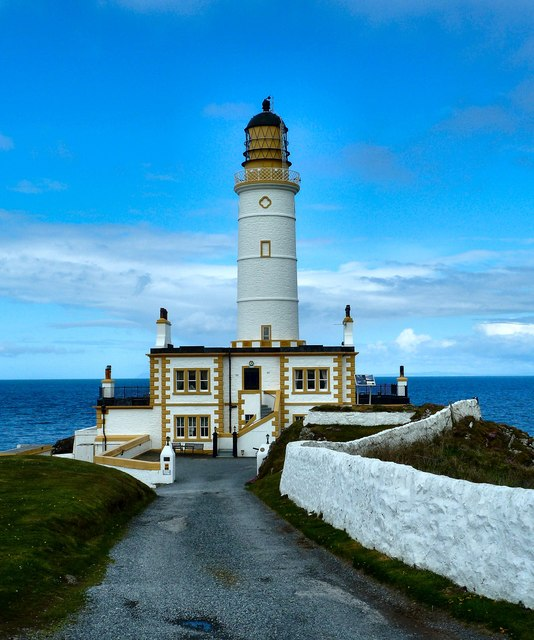
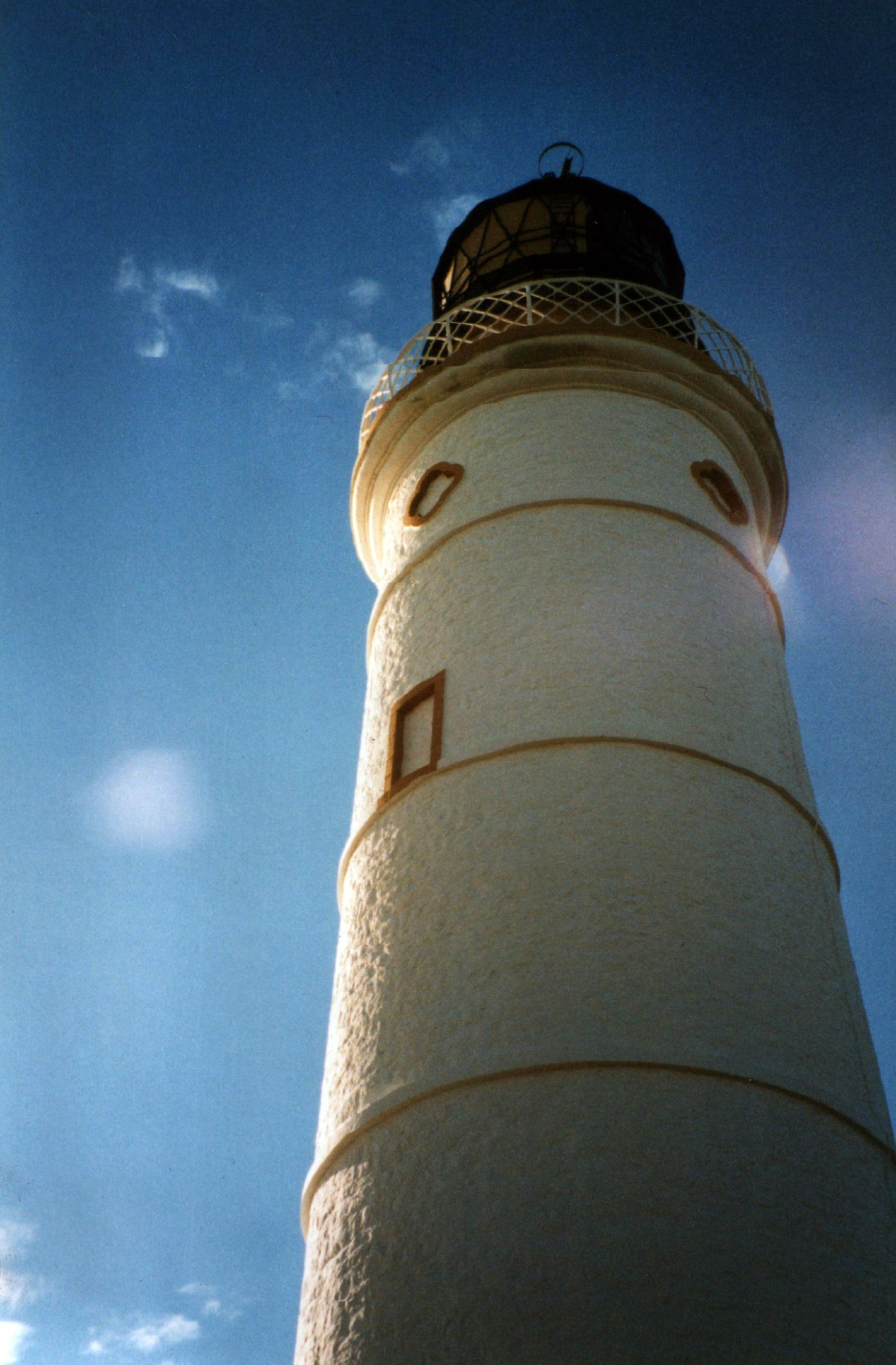
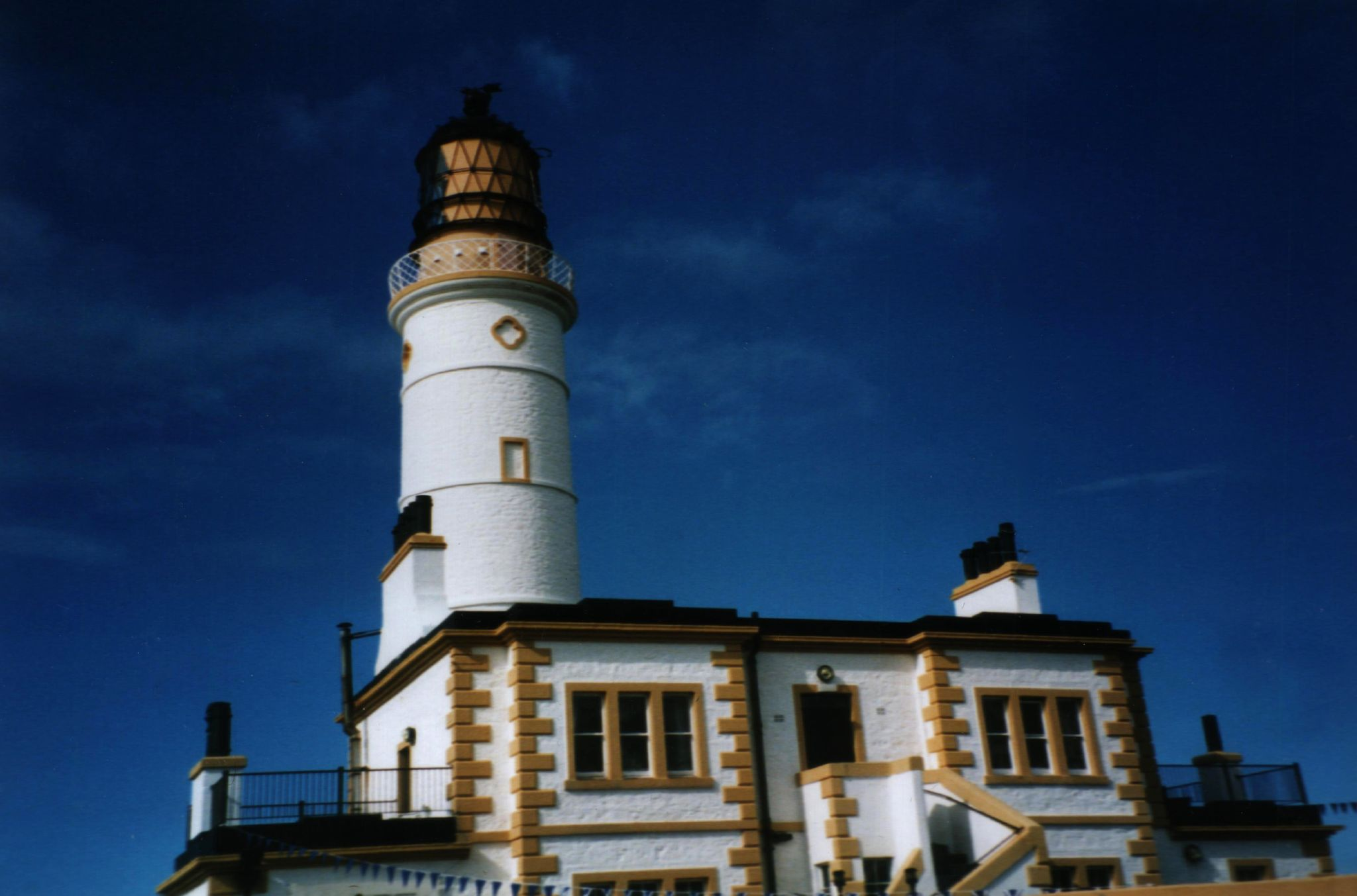

## روابط خارجية
- فندق منارة كورسوول
- لوحة المنارة